# W Coronae Borealis
W Coronae Borealis är en pulserande variabel av Miravariabel i stjärnbilden Norra kronan. 
Stjärnan har magnitud +7,8 och når i förmörkelsefasen ner till +14,3 med en period på 238,4 dygn. Variabeln upptäcktes av den skotske amatörastronomen Dr Thomas David Anderson. 